# Arzmoos
Das Arzmoos ist ein beweidetes Trogtal und Hochmoor in den Bayerischen Alpen im Mangfallgebirge im südöstlichen Oberbayern, welches zur Gemeinde Flintsbach am Inn im Landkreis Rosenheim gehört. Es befindet sich gegenüber dem südlicher liegenden Sudelfeld und teilt sich durch eine Talstufe in zwei Ebenen, das an den Sudelfeldpass angrenzende Unterarzmoos und das nordwestlich und etwas höher liegende Oberarzmoos. Seinen Namen hat das Arzmoos von dem das Tal durchfließenden Arzbach, der am Fuße des Sudelfelds in den Auerbach mündet.

## Geographie

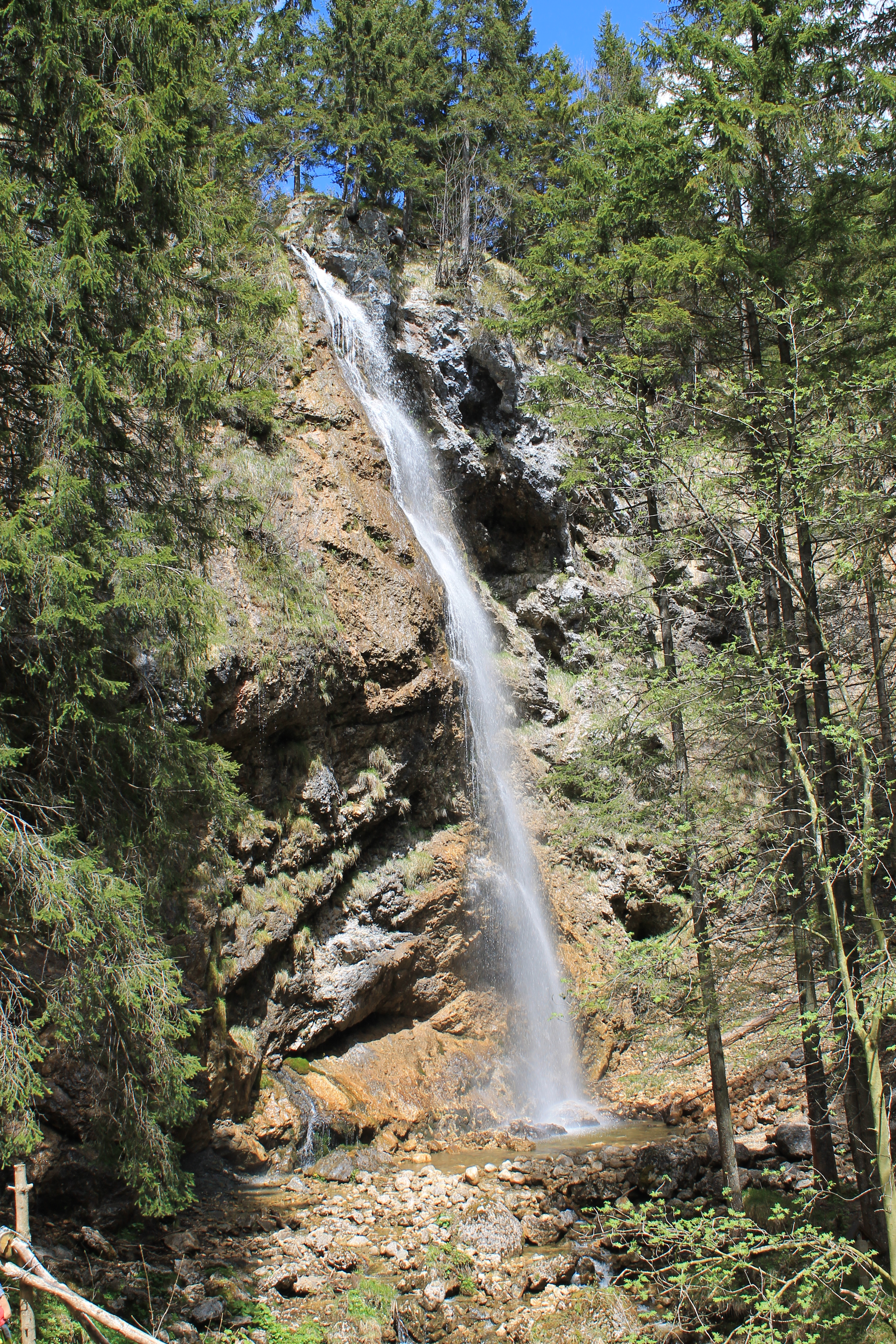
Arzmoos-Wasserfall

Das Unterarzmoos grenzt im Süden an das Sudelfeld und den dort von Westen nach Osten verlaufenden Auerbach, sowie im Nordwesten an das höher liegende Oberarzmoos. Zwischen den beiden Talebenen befindet sich am Fuß des Jackelberges der ca. 30 Meter hohe Arzbach-Wasserfall (Arzmoos-Wasserfall). Das untere Arzmoos wird im Westen vom Jackelberg (1412 m ü. NHN) und im Osten von Dümpfel (1354 m ü. NHN) und Schreckenkopf (1316 m ü. NHN) begrenzt. Das obere Arzmoos wird südwestlich ebenfalls vom Jackelberg und nordöstlich vom Schortenkopf (1322 m ü. NHN) begrenzt. In der Nähe des Wasserfalls befindet sich ein alter aufgelassener Stollen. Das Arzmoos mit seinen benachbarten Bergen liegt in den Einzugsgebieten des Auerbachtales und des erweiterten Soinkargebietes und ist somit Teil zweier Landschaftsschutzgebiete.

## Verkehrsanbindung

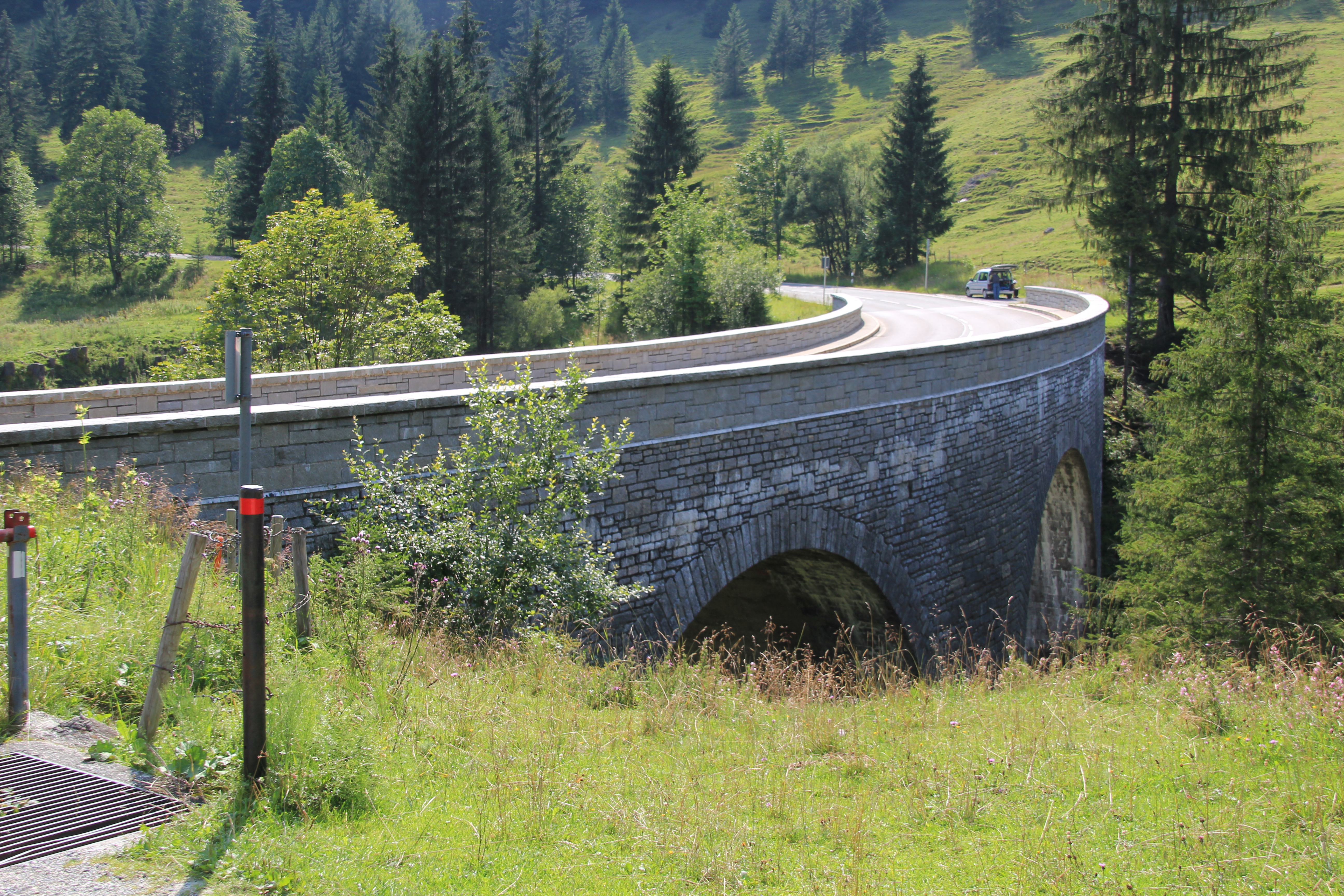
Sudelfeldpass, alte Steinbogenbrücke über den Arzbach

Das Arzmoos ist von Bayrischzell aus auf der Sudelfeldstraße (Bundesstraße 307) über den Sudelfeldpass, von Brannenburg aus ebenfalls über die hier mautpflichtige Sudelfeldstraße sowie über die Tatzelwurmstraße ab Oberaudorf erreichbar. Die deutsche Alpenstraße entlang des Sudelfelds ist eine der beliebtesten Motorradtouren-Strecken in Bayern. In unmittelbarer Nähe befindet sich auf der Arzbach-Brücke die Haltestelle Arzmoos, Flintsbach am Inn, wenige Meter weiter östlich befindet sich der große Wanderparkplatz Arzmoos. 

## Erschließung
Das Arzmoos ist durch einen geschotterten Weg befestigt erschlossen. Von ihm abgehend führen mehrere Wiesenwege in die benachbarten Berge, zu den Almhütten und zum Arzbach-Wasserfall (Arzmoos-Wasserfall). Nach Nordost führt die Steinerne Stiege in Richtung Brannenburg. Das Gebiet wird in den Sommermonaten bis in den Herbst hinein almwirtschaftlich genutzt. 

### Arzmoosalm
Die Arzmoosalm ist eine der größten Almlichten in Oberbayern. Das Hüttendorf zählt 2001 11 Bauten.
Zur oberen Arzmoosalm gehört die Sektionshütte des DAV Wasserburg und die Kernalm.
Das untere Arzmoos ist in der Nähe des Wasserfalls durch eine Gruppe von 6 teilweise rustikal aussehenden Hütten bebaut: Die Krappen-, Bauernschmied-, Huber-, Kolb-, Dräxl- und die Schröcker-Hütte. Weiter im Süden befindet sich die Steinberg-Hütte. Von dort sieht man auf der westlich liegenden Anhöhe die Bauten der Jackelberg-Alm. Nach der Steinbrücke befinden sich am Südwesthang des Schreckenkopfes noch die beiden Rampoldkaser.

#### Geschichte
Da im 15. Jahrhundert Bayern durch den Landshuter Erbfolgekrieg seine ergiebigen Bergwerke in den Herrschaften Kufstein, Rattenberg und Kitzbühel verlor, sah es sich gezwungen, das notwendige Erz am Kampen und an den Höhen des Prientals zu schürfen. Im Inntal-Gebiet wurde dagegen "nur in der Alpe im Tal" nach Erz gegraben. Diese moosige Alm erhielt später den Namen Arz (Erz)-moos-Alm. Das dort gewonnene Eisenerz wurde über Bayrischzell zum Schmelzofen bei Fischbachau gebracht. 
Die Arzmoos-Alpe erstreckte sich im 16. Jahrhundert nur bis zum Graben am Dümpfel. Graf Sigmund von Falkenstein ließ für die Erzförderung den Wald in Richtung Sattelberg (heute Sattel-Alm) und Mühlberg abschlagen. Das Holz wurde auf der Arzmoos-Alm verkohlt; vereinzelt sieht man noch heute Überreiste der alten Kohlstätten.
1493 war die Arzmoosalm eine Gemeinschaftsalpe sämtlicher Untertanen der Falkensteiner, am 12. Juni 1815 wurde eine Vereinbarung unter 106 Rechtlern abgeschlossen.

### Kronberger Alm
Ganz im Norden des oberen Arzmoos befindet sich südlich des Mutterberg (1262 m ü. NHN) die Kronberger Alm von 1834. Die aufgelassene Almhütte auf 1114 m ü. NHN wurde bereits vor 1951 stillgelegt. Der Kaser wird von Feuchtgebiet mit reicher Flora umgeben, an ihm vorbei fließt der hier noch junge Arzbach.